# Горн, Якоб III ван
Граф Якоб III ван Хорн (нидерл. Jacob III van Horne; ум. 15 августа 1531, Верчелли) — придворный и государственный деятель Габсбургских Нидерландов.

## Биография
Сын графа Якоба II ван Хорна и Иоанны ван Грутхусе.
Граф Хорна и Священной Римской империи, владетель Хорна, Альтены, Верта, Недерверта, Вессема, Кортессема, Кранендонка, Заффенберга и Эйндховена, наследственный обер-егермейстер Священной Римской империи.
При жизни отца Якоб, бывший влиятельной политической фигурой в Нидерландах, именовался «Молодым графом». В 1500 году его дядя князь-епископ Льежский Ян ван Хорн, заставил его принять инфеодацию домена Хорнов, заложенного Якобом II графу Винценту фон Мёрсу, и переданному последним Льежской церкви, и уплатить за графство Хорн и его зависимые земли рельеф в кюрингенском Принценхофе (акт от 18 октября 1500). В 1506 году он возобновил рельеф, принеся одновременно оммаж за Кортессем новому князю-епископу Эврару де Ламарку.
В 1505 году на капитуле в Мидделбурге принят в рыцари ордена Золотого руна.
В 1519 году был направлен послом в Англию.

## Семья
1-я жена (контракт 14.12.1501, Мехелен): Маргерита де Крой (ум. 7.02.1514), дочь Филиппа де Кроя, графа де Шиме, и графини Вальбурги фон Мёрс
2-я жена (контракт 4.11.1514, Брюссель): Клодин Савойская (ум. 2.04.1528), внебрачная дочь герцога Филиппа II Савойского и Боны ди Романьяно. Этот брак был заключен под влиянием Маргариты Австрийской
3-я жена (1530): Анна Бургундская де Ла-Вер (3.04.1516—25.03.1551), дама де Бёври, дочь Адольфа Бургундского, адмирала Нидерландов, и Анны ван Глим-Берген; вторым браком вышла за Жана V де Энен-Льетара, графа де Буссю
Все браки были бездетными. Владения Якоба, погребенного в церкви миноритов в Верте, перешли к его брату Яну II ван Хорну.